# Epilobium alsinifolium
Epilobium alsinifolium là một loài thực vật có hoa trong họ Anh thảo chiều. Loài này được Vill. mô tả khoa học đầu tiên năm 1779.

## Hình ảnh

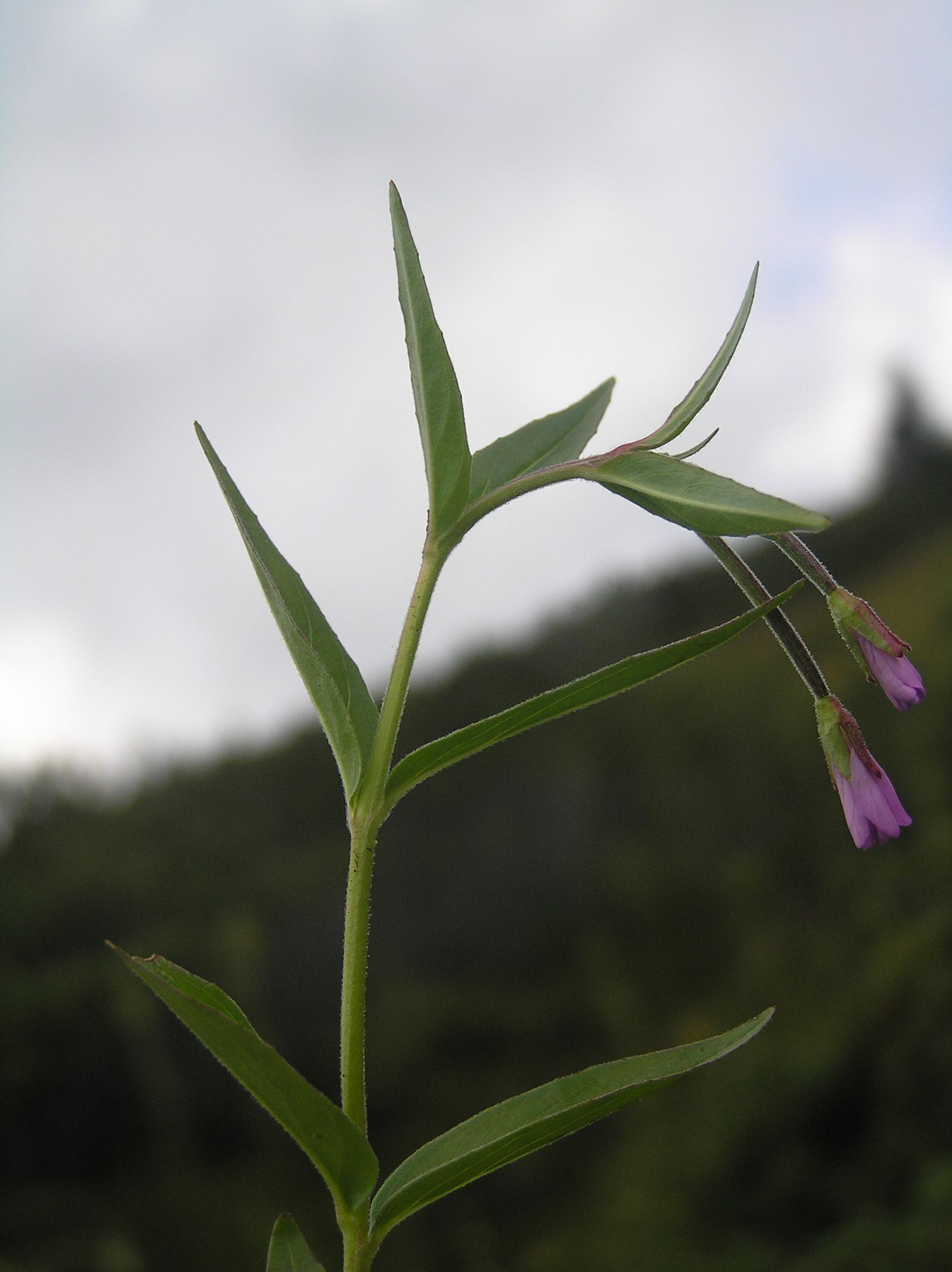
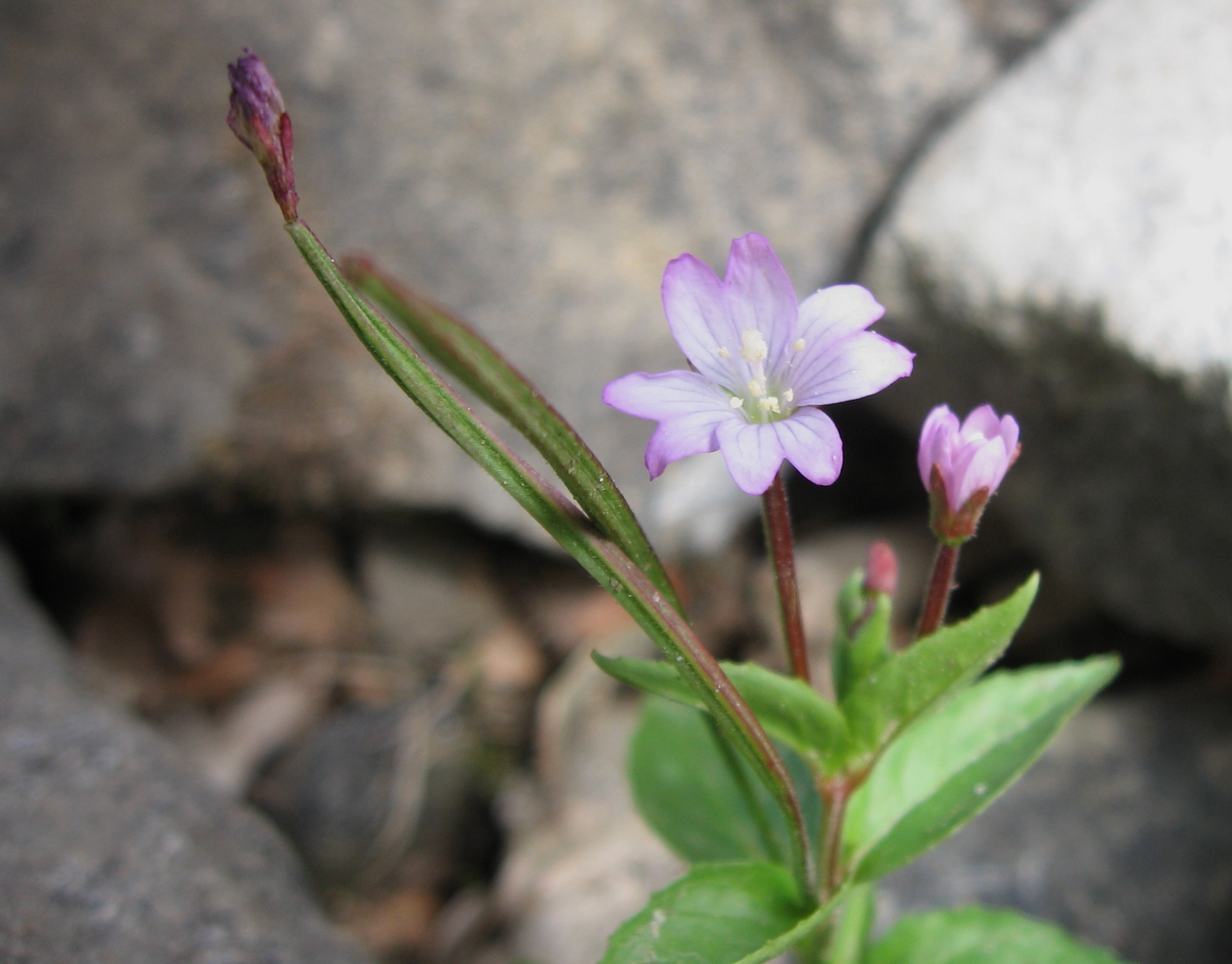
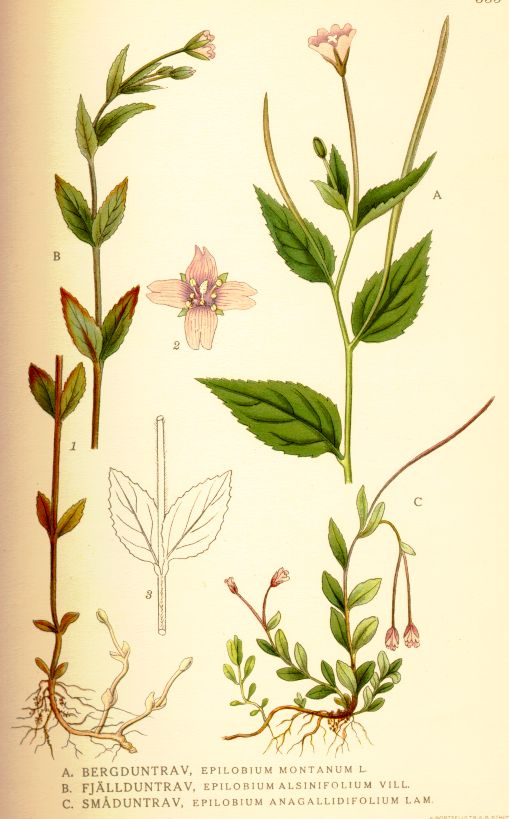
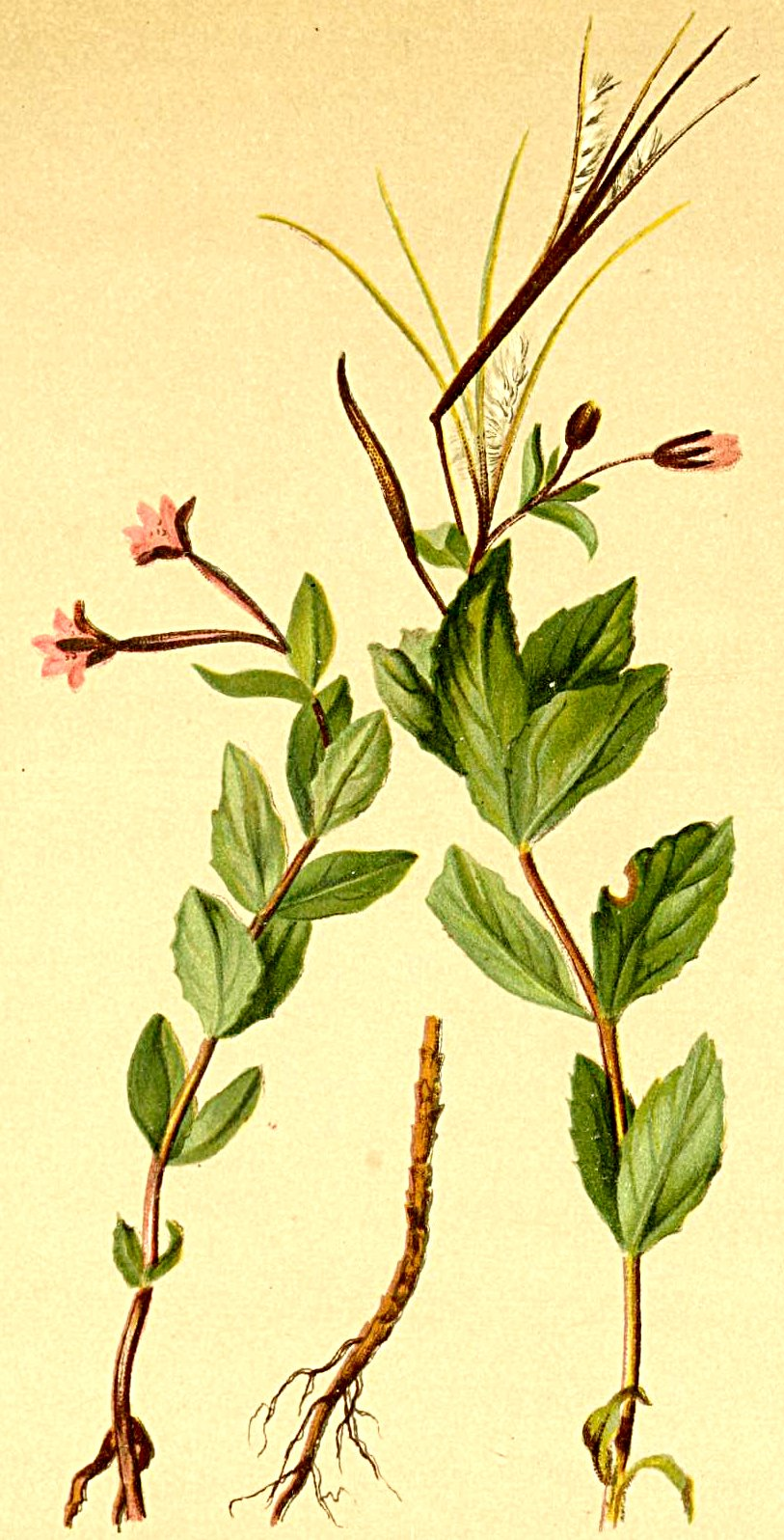